# Eduard Isaakson
Eduard Isaakson (* 28. März 1841 in Hamburg; † 29. August 1913 ebenda) war ein Hamburger Kaufmann und Politiker.
Isaakson war Seniorchef der Firma M. Isaakson & Co., deren Inhaber er seit 1857 war. Er war Ehrenvorsitzender des St. Georger Bürgerverein von 1874. Isaakson betätigte sich während der Choleraepidemie von 1892 im Notstandskomitee von St. Georg.
Von 1883 bis 1907 gehörte Isaakson der Hamburgischen Bürgerschaft an, er war Mitglied der Fraktion der Rechten, schloss sich dann ab 1892 der Fraktion der Linken an.

## Quelle
Mitgliederverzeichnis der Hamburgischen Bürgerschaft 1859 bis 1959 – Kurzbiographien. Zusammengestellt und bearbeitet von Franz Th. Mönckeberg. Gebundenes Schreibmaschinenmanuskript;  Nr. 736
| Personendaten    | Personendaten                          |
| ---------------- | -------------------------------------- |
| NAME             | Isaakson, Eduard                       |
| KURZBESCHREIBUNG | deutscher Kaufmann und Politiker, MdHB |
| GEBURTSDATUM     | 28. März 1841                          |
| GEBURTSORT       | Hamburg                                |
| STERBEDATUM      | 29. August 1913                        |
| STERBEORT        | Hamburg                                |